# モリのいる場所
『モリのいる場所』は、2018年5月19日公開の日本映画。監督は沖田修一。
30年もの間、ほとんど自宅を外出する事なく庭の生命を描き続け、97歳で死去するまで生涯現役だった画家の熊谷守一を主人公に、晩年のある1日をフィクションで描いた作品。
夫婦役を演じた主演の山﨑努と樹木希林は、同一の文学座に在籍し50年以上の付き合いになるが、本作が初共演であった。

## あらすじ
昭和49年。94才の熊谷守一(通称モリ)は、東京都豊島区の古い平屋に住み、30年間も外出せずに暮らしていた。30坪足らずの庭の隅の池に行くのに、妻に「お気をつけて」と見送られるモリ。深い穴の底にある池は、モリが自分で掘ったものだった。小さな庭でも虫や植物を夢中で観察するために、池に辿り着かないモリ。
モリの妻・秀子は名家の出で人妻だったが、貧乏なモリに嫁ぐために離婚して来た人だった。今でこそ手書きの表札を掛ける度に盗まれ、テレビ番組も作られるモリだが、絵は夜しか描かず、生活は質素だった。悩みは、近くに建つマンションに庭の陽射しを遮られることで、熊谷家の周囲には、若い芸術家たちが書いた「建設反対」の看板が並んでいた。
日頃から来客が多く賑やかな熊谷家。揮毫を頼む客や取材のカメラマンなどの他に、近所の住人たちも用もないのに集まった。「外に出ない」とからかわれ、こっそり出てみたが、子供と出会っただけで逃げ帰るモリ。文化勲章の内示の電話も、即答で断った。
マンション建設が始まると、作業員たちと仲良くなり、池の穴を埋める代わりに宴会でもてなすモリ。陽当たりが穴の上だけになるので、草や虫の居場所を作る為だった。夢に宇宙人が現れて、「広い宇宙へ」と誘われても、この庭で十分と断るモリ。「母ちゃんが疲れることが一番困る」と呟いて、モリは「学校」と呼ぶアトリエに籠もるのだった。

## キャスト
- 熊谷守一：山﨑努
- 熊谷秀子：樹木希林
- 藤田武：加瀬亮
- 鹿島公平：吉村界人
- 朝比奈：光石研
- 岩谷：青木崇高
- 水島：吹越満
- 美恵ちゃん：池谷のぶえ
- 荒木：きたろう
- 昭和天皇：林与一
- 知らない男：三上博史

## スタッフ
- 監督・脚本：沖田修一
- 音楽：牛尾憲輔
- 製作：新井重人、川城和実、片岡尚、鷲見貴彦、宮崎伸夫、佐竹一美
- エグゼクティブプロデューサー：永山雅也
- プロデューサー：吉田憲一、宇田川寧
- 撮影：月永雄太
- 照明：藤井勇
- 美術：安宅紀史
- 装飾：山本直輝
- 録音：山本タカアキ
- 音響効果：勝亦さくら
- 編集：佐藤崇
- スクリプター：押田智子
- VFXスーパーバイザー：小坂一順
- 衣装：岩﨑文男
- ヘアメイク：宮内三千代
- 特殊メイク：百武朋
- キャスティング：南谷夢
- 助監督：安達耕平
- 制作担当：大田康一
- ラインプロデューサー：濱松洋一
- 助成：文化庁文化芸術振興費補助金
- 宣伝協力：文藝春秋
- 協力：豊島区、岐阜県
- 特別協力：熊谷榧
- 制作プロダクション：日活、ダブ
- 宣伝：レム
- 製作幹事・配給：日活
- 製作：「モリのいる場所」製作委員会（日活、バンダイビジュアル、イオンエンターテイメント、ベンチャーバンク、朝日新聞社、ダブ）

## 受賞歴
- 第10回TAMA映画賞[4]
  - 特別賞（沖田修一およびスタッフ・キャスト一同）
  - 最優秀新進男優賞（吉村界人）※『悪魔』『サラバ静寂』『ビジランテ』と合わせて受賞
- 第43回報知映画賞 助演女優賞（樹木希林）※『万引き家族』『日日是好日』と合わせて受賞[5]
- 第40回ヨコハマ映画祭[6]
  - 日本映画ベストテン10位
  - 脚本賞（沖田修一）
  - 特別大賞（山崎努）
- 第73回毎日映画コンクール 撮影賞（月永雄太）[7]
- 第92回キネマ旬報ベスト・テン[8]
- 第23回日本インターネット映画大賞 日本映画助演女優賞（樹木希林） ※『万引き家族』『日日是好日』と合わせて受賞[9]